# Andrew Bell (imprimeur)
Pour les articles homonymes, voir Andrew Bell et Bell.
Andrew Bell (1726-1809), imprimeur et graveur écossais. Il est le cofondateur de l’Encyclopædia Britannica avec Colin Macfarquhar.

## Biographie
Andrew Bell naît à Édimbourg en 1726, d'un père boulanger. Il reçoit peu d'éducation formelle et est apprenti chez le graveur Richard Cooper (en). Bell est un personnage très remarqué : mesurant 1,37 m, il a des jambes tordues et un nez proéminent qu'il augmente parfois d'une version en papier mâché lorsque quelqu'un le dévisage. Malgré sa petite taille, il monte délibérément le plus grand cheval disponible à Édimbourg, en descendant par une échelle sous les acclamations des spectateurs.

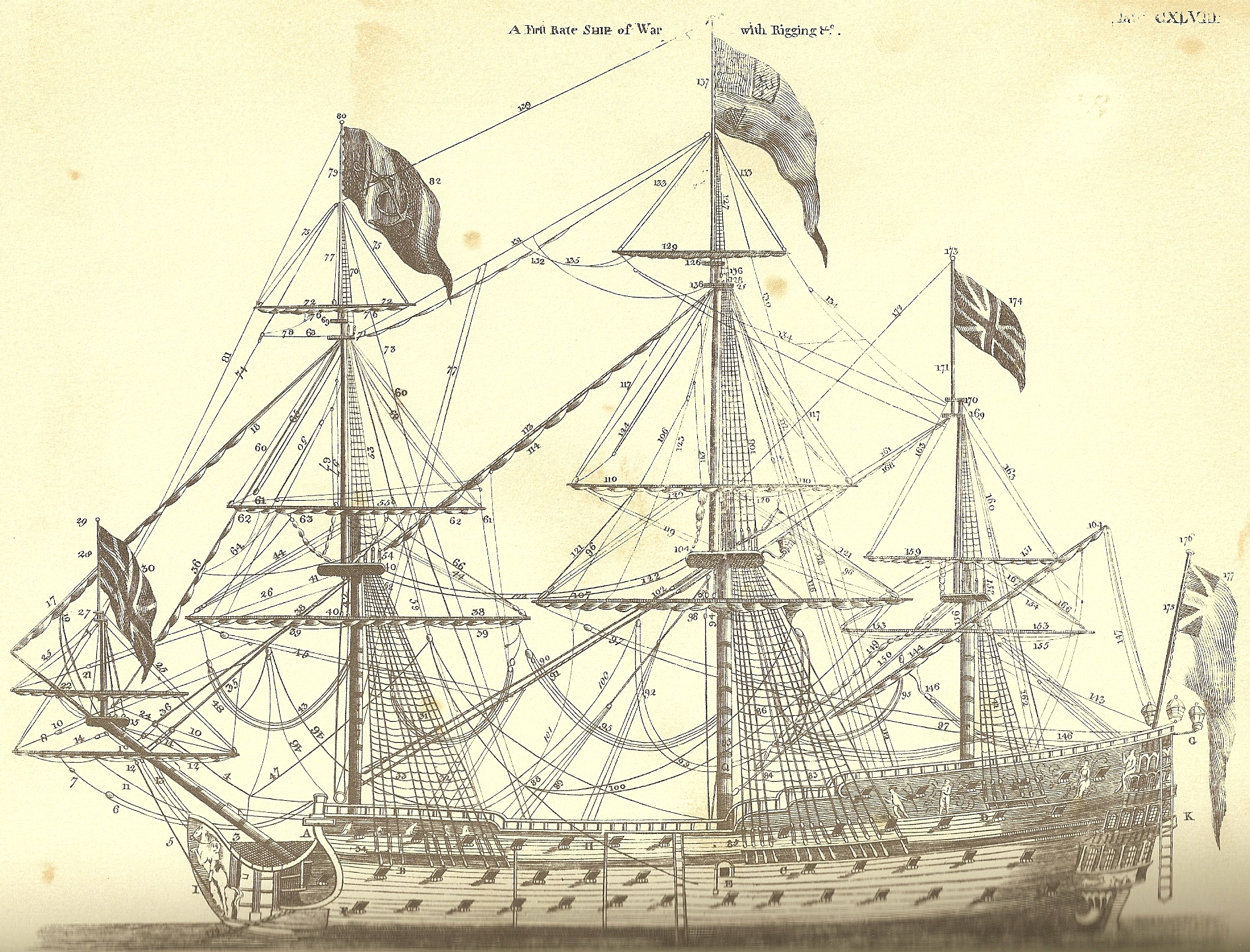
Gravure de Bell représentant un navire de guerre de premier ordre, tirée de la première édition de lEncyclopædia Britannica, sans aucun doute la machine la plus noble qui ait jamais été inventée.

En 1756, il épouse Anne Wake, fille d'un officier des accises, qui serait la petite-fille de l'artiste John Scougal (en), et grâce à laquelle Bell hérite de nombreuses peintures de ce dernier.
Bell commence à travailler comme graveur d'armoiries, de noms, etc. sur des colliers de chiens. Bell réalise la quasi-totalité des gravures sur cuivre des première (1768) et quatrième éditions de l'Encyclopædia Britannica : 160 pour la 1ère, 340 pour la 2ème, 542 pour la 3ème et 531 pour la 4ème. En revanche, les 50 planches du supplément à la troisième édition sont gravées par D. Lizars.[réf. souhaitée]
Après la mort de Macfarquhar en 1793, Bell rachète les legs de ses héritiers et devient l'unique propriétaire de la Britannica jusqu'à sa propre mort en 1809. Il se querelle avec son gendre, Thomson Bonar, et refuse de lui parler pendant les dix dernières années de sa vie.[réf. souhaitée]